# اس‌ام‌اس کولن (۱۹۰۹)
اس‌ام‌اس کولن (۱۹۰۹) (به انگلیسی: SMS Cöln (1909)) یک کشتی بود که طول آن ۱۳۰٫۵ متر (۴۲۸٫۱ فوت) بود. این کشتی در سال ۱۹۰۹ ساخته شد.